# Nevidzany, Zlaté Moravce
Nevidzany este o comună slovacă, aflată în districtul Zlaté Moravce din regiunea Nitra. Localitatea se află la altitudinea de 179 m deasupra n.m., se întinde pe o suprafață de 10,26 km2 și în 2017 număra 579 de locuitori.

## Istoric
Localitatea Nevidzany este atestată documentar din 1113.

## Demografie
| An:                | 1994 | 2004   | 2014   | 2024   |
| ------------------ | ---- | ------ | ------ | ------ |
| Număr de persoane: | 631  | 611    | 593    | 560    |
| Diferență:         |      | −3,16% | −2,94% | −5,56% |

| An:                | 2023 | 2024   |
| ------------------ | ---- | ------ |
| Număr de persoane: | 557  | 560    |
| Diferență:         |      | +0,53% |